# Fonfría (kommun i Spanien, Kastilien och Leon, Provincia de Zamora, lat 41,63, long -6,17)
Fonfría är en kommun i Spanien.   Den ligger i provinsen Provincia de Zamora och regionen Kastilien och Leon, i den nordvästra delen av landet, 250 km nordväst om huvudstaden Madrid. Antalet invånare är 921.